# Општина Манешти (Прахова)
Манешти (рум. Măneşti) општина је у Румунији у округу Прахова.
Oпштина се налази на надморској висини од 179 m.